# Álvora
Álvora ist ein Ort und eine ehemalige Gemeinde (Freguesia) im nordportugiesischen Kreis Arcos de Valdevez. In der Gemeinde lebten 261 Einwohner (Stand 30. Juni 2011).
Am 29. September 2013 wurden die Gemeinden Álvora und Loureda zur neuen Gemeinde União das Freguesias de Álvora e Loureda zusammengefasst. Álvora ist Sitz dieser neu gebildeten Gemeinde.